# كنيسة (بعبدا)
كنيسة  هي إحدى القرى اللبنانية من قرى قضاء بعبدا في محافظة جبل لبنان.